# Vertentes
Vertentes é um município brasileiro do estado de Pernambuco. Administrativamente, Vertentes é formado pelo distrito sede e Junco e pelos povoados de São João Ferraz, Serra da Cachoeira, Chã do Junco, Capela Nova, Serra Seca e Sítio Cumaru.

## História
Relatam as fontes históricas, que a civilização penetrou naquelas terras quando, antes de
1750, a Coroa Portuguesa doou a Dona Maria Ferraz do Brito uma "data terra", partindo de perto
do Rio Capibaribe, indo atingir os limites com o Estado da Paraíba e as águas fertilíssimas e
majestosa Serra de Taquaritinga. Nostálgica de seu amado e nunca esquecido Portugal, Dona
Maria Ferraz de Brito transmitiu por permuta a "data terra" recebida das mãos D`EL Rei para
Francisco Carneiro Bezerra Cavalcante, Legítimo fundador de Vertentes, tronco das famílias
vertentenses, Cavalcante e Corrêa de Araújo. Seus descendentes exploraram as cercanias,
fizeram edificações, organizaram fazendas e deram o nome atual pela existência de duas vertentes de água.
Em 1855, o Pe. Renovato Tejo chegou ao local e construiu uma capela dedicada a São José, marcando a fundação da cidade.

### Cronologia
- Criação da vila de Vertentes, sendo transferida para a mesma a comarca de Taquaritinga, em 4 de fevereiro de 1879.[5]
- Criação da freguesia em 27 de maio do mesmo ano.[5]
- Transferência da comarca de Vertentes para Taquaritinga em 5 de maio de 1886.[5]
- Transferência da sede do município de Taquaritinga para o de Vertentes em 4 de junho de 1915.[5]
- Criação do município em 11 de setembro de 1928.[5][6]

## Geografia
Localiza-se a uma latitude 07º54'10" sul e a uma longitude 35º59'18" oeste, estando a uma altitude de 401 metros. Sua população estimada em 2004 era de 17 021 habitantes. Possui uma área de 191 km². Seu clima é semiárido, com verões quentes e secos e invernos úmidos e chuvosos.
| Dados climatológicos para Vertentes                | Dados climatológicos para Vertentes | Dados climatológicos para Vertentes | Dados climatológicos para Vertentes | Dados climatológicos para Vertentes | Dados climatológicos para Vertentes | Dados climatológicos para Vertentes | Dados climatológicos para Vertentes | Dados climatológicos para Vertentes | Dados climatológicos para Vertentes | Dados climatológicos para Vertentes | Dados climatológicos para Vertentes | Dados climatológicos para Vertentes | Dados climatológicos para Vertentes |
| Mês                                                | Jan                                 | Fev                                 | Mar                                 | Abr                                 | Mai                                 | Jun                                 | Jul                                 | Ago                                 | Set                                 | Out                                 | Nov                                 | Dez                                 | Ano                                 |
| -------------------------------------------------- | ----------------------------------- | ----------------------------------- | ----------------------------------- | ----------------------------------- | ----------------------------------- | ----------------------------------- | ----------------------------------- | ----------------------------------- | ----------------------------------- | ----------------------------------- | ----------------------------------- | ----------------------------------- | ----------------------------------- |
| Temperatura máxima média (°C)                      | 33,8                                | 33,8                                | 33,9                                | 33,1                                | 31,2                                | 29,5                                | 28,9                                | 29,8                                | 31,5                                | 33,0                                | 33,7                                | 34,0                                | 32,2                                |
| Temperatura média compensada (°C)                  | 27,1                                | 27,1                                | 27,3                                | 26,7                                | 25,5                                | 24,1                                | 23,3                                | 23,6                                | 24,7                                | 26,1                                | 26,7                                | 27,1                                | 25,8                                |
| Temperatura mínima média (°C)                      | 22,6                                | 22,7                                | 22,8                                | 22,5                                | 21,7                                | 20,7                                | 19,7                                | 19,2                                | 19,8                                | 21,2                                | 22,0                                | 22,4                                | 21,4                                |
| Precipitação (mm)                                  | 45,8                                | 51,3                                | 55,2                                | 73,3                                | 89,8                                | 111,1                               | 76,9                                | 44,1                                | 16,5                                | 12,2                                | 7,4                                 | 17,7                                | 601,3                               |
| Dias com precipitação (≥ 1 mm)                     | 5                                   | 5                                   | 6                                   | 8                                   | 10                                  | 12                                  | 12                                  | 8                                   | 4                                   | 2                                   | 2                                   | 3                                   | 77                                  |
| Fonte: Atlas Climatológico do Estado de Pernambuco |                                     |                                     |                                     |                                     |                                     |                                     |                                     |                                     |                                     |                                     |                                     |                                     |                                     |

SUBDIVISÕES

O município das Vertentes é constituído pelos distritos sede e Junco, e pelos povoados de São João do Ferraz, Serra de Cachoeira, Cumaru, Serra Seca, Capela nova, Livramento, Lagoa Rasa e Junco.